# Jungfrugatan
| Jungfrugatan 1885 och 2006, vy från samma punkt med Hedvig Eleonora kyrka i bakgrunden. |  | Jungfrugatan 1885 och 2006, vy från samma punkt med Hedvig Eleonora kyrka i bakgrunden. |
| Jungfrugatan 1885 och 2006, vy från samma punkt med Hedvig Eleonora kyrka i bakgrunden. |  |                                                                                         |

Jungfrugatan på Östermalm och Gärdet i centrala  Stockholm är en gata som sträcker sig mellan Storgatan på Östermalm och Starrängsringen på nedre Gärdet. Den nordligaste delen är dock avskild från resten av gatan av Valhallavägen. Söder därom är gatan smal, ca 12 meter, vilket innebär att biltrafiken är enkelriktad och att många av byggnaderna har lägre höjd för att undvika att flertalet bostäder hamnar i skugga. Gatan karaktäriseras av vyn i södergående riktning där Hedvig Eleonora kyrka utgör bakgrunden.
Den jungfru som gett anledning till namnet Jungfrugatan (Jungfrugrenden år 1655, Jungfrughatan år 1659, Jungfru gränden år 1666, Jungfrugatan år 1733) är med all säkerhet Sigrid Banér, syster till Johan Banér. Hon omtalas 1668 som tomtägare i kvarteret Jungfrun. Nära Östermalmstorg och kyrkan låg Wälb. Jungfru Sigrid Baners trädgård. Den omnämns 1725 som "Stora trädgården fordom Jungfru Trädgården kallade". Gatan har också kallats Timmermansgatan (Timbremansgatan); anledningen torde vara att Päder Erijksson timbreman var tomtägare i kvarteret Sjöhästen i närheten.
Gatan var länge i ett uruselt skick och 1785 kallas den En stinkande sammelplats, hundra år senare klagar en husägare över: en grönskande pöl utan avlopp där tjugo hushåll och en tvättinrättning tömde sitt avloppsvatten. Vid 1900-talets mitt var gatan känd som stråk för gatuprostitution, vilket upphörde efter en omfattande mobilisering bland de kringboende.

## Populärkultur
I musikvideon till Mauro Scoccos låt Sarah är det på Jungfrugatan 52 hon bor.